# 快神社
快神社（こころよしじんじゃ）は、徳島県徳島市の南佐古にある神社である。通称は「おこころよっさん」。御朱印の種類が多く様々な御朱印を頂くことが出来ることで有名である。

## 概要
社殿前の明神鳥居のサイズからも数十年前までは祠だけの神社であったが、先代宮司のとき鉄筋コンクリート建ての拝殿になり、街中のコンパクトな境内の神社であるが御朱印の種類の多さで御朱印マニアの間では有名でマスメディアにも取り上げられ知られている。創建は不詳であるが、岡山県玉野市にある同名の快神社から勧請されたといわれていて、拝殿前にいる石の狛犬が明治19年製であることからそのころではといわれている。なお、その御朱印は当社から約200 m山手にある椎宮八幡宮駐車場の前にある社務所でしている。また、その社務所の横に青龍水が湧き出ていて、眉山周辺から湧き出ている眉山湧水群（とくしま水紀行50選1番の1）の中で一番美味しいと云われている。
日本で一番低い自然の山である弁天山（標高6.1 m）の山頂にある厳島神社の管理は当社の宮司であり、弁天山の管理をしているNPO法人弁天山保存会の会長も同宮司がしていて、当社の社務所でその御朱印をもらうことができる。また、同宮司は、徳島白菊特攻隊を語り継ぐ会の会長で、当社は特攻隊員を祀っている。

## 御朱印
当社の御利益は、疫病退散、子授けと医薬の神様なので、双子あまびえさま（ココロちゃんとカイちゃん）の御朱印、徳島市公認御朱印徳島市イメージアップキャラクタートクシィちゃんの御朱印、切り絵御朱印、レースの刺繍御朱印、和紙の刺繍御朱印、透ける御朱印、木の御朱印があり、普段は、20種類くらいを展示しており、月替り御朱印が10体くらいある。
御朱印時間は午前9時から午後5時までで、丁寧に書くので一枚当たり10分位要するので書き置きもあり、郵送でも受け付けている。所用により御朱印の時間短縮や休みがあるので、下記の公式インスタグラムで確認のこと。また、公式インスタグラムで新作御朱印の紹介もしている。

## エピソード
当社をイメージに作られた「⑦丁目」による楽曲「本日は晴天なり」（⑦丁目による加古川ライブより）
https://www.youtube.com/watch?v=EeBPabFSEYQ

## 画像集

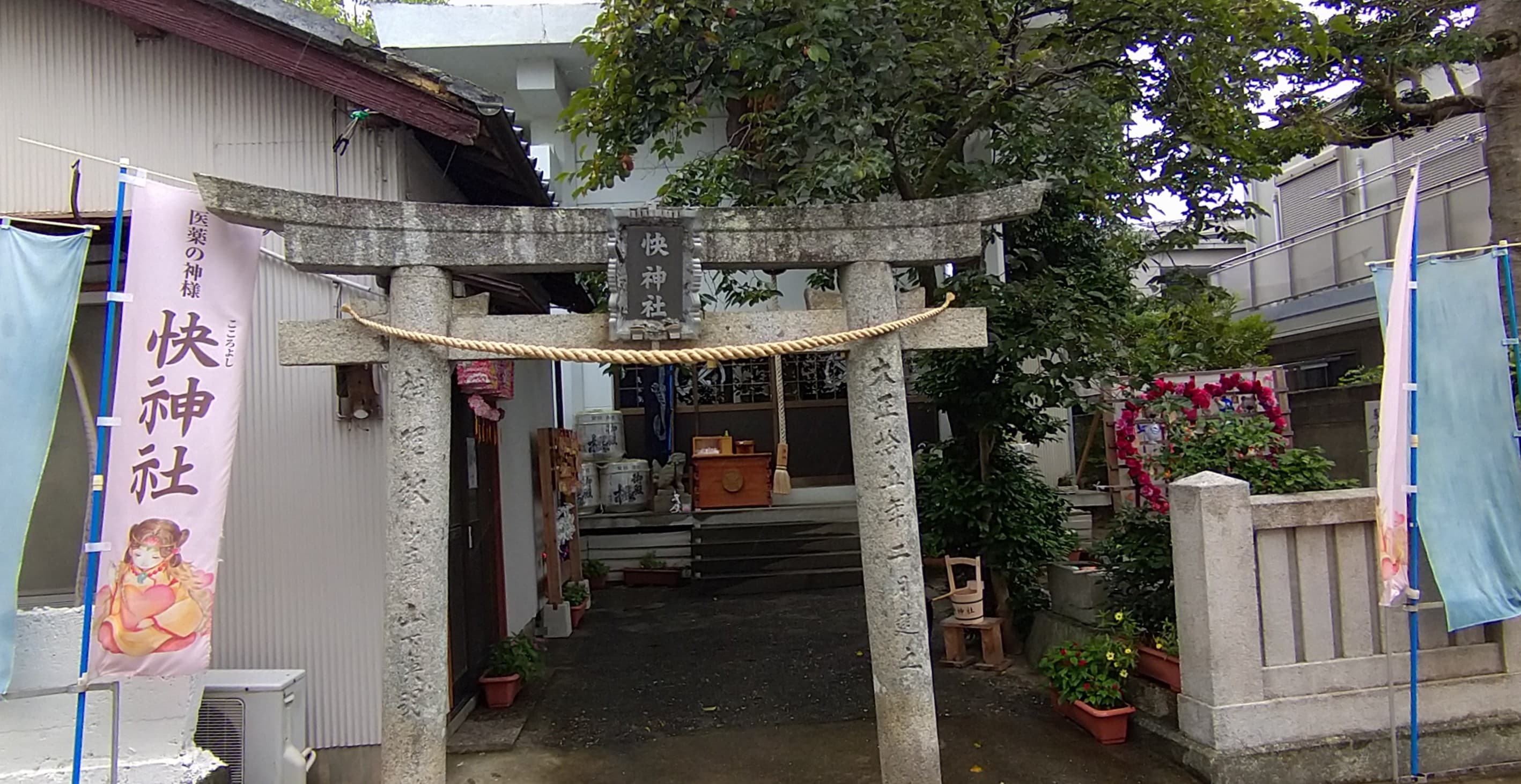
外観
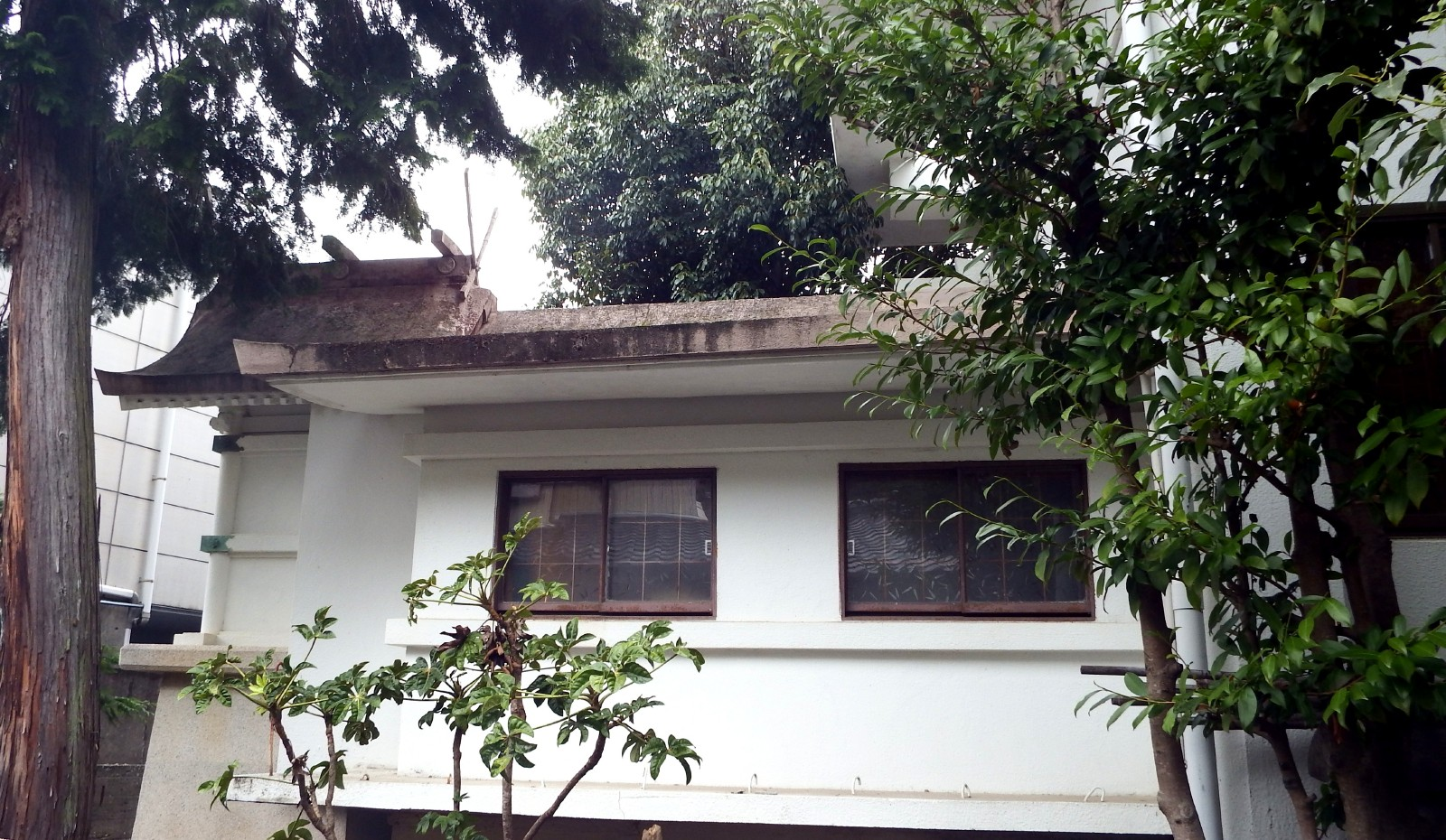
本殿
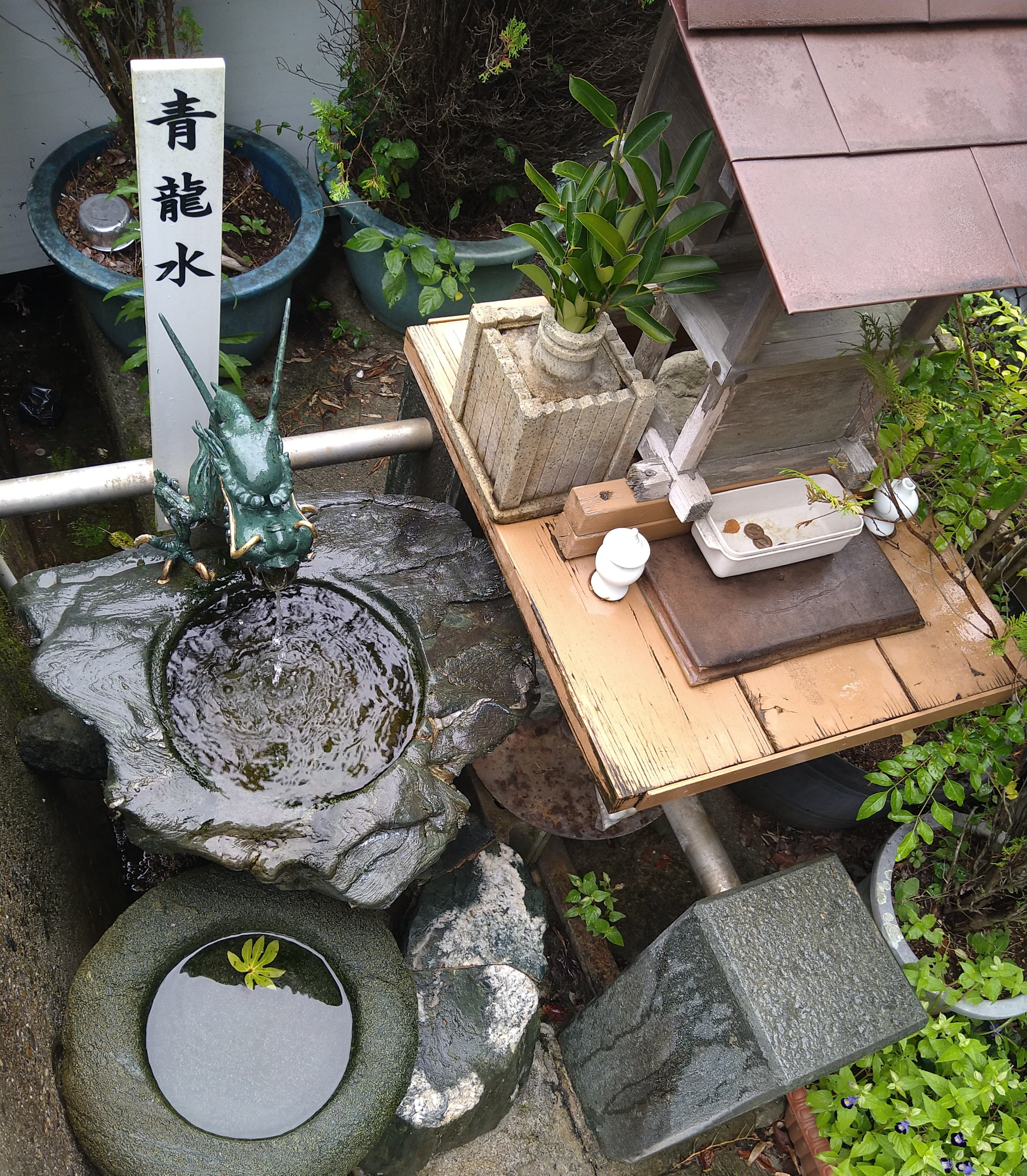
青龍水
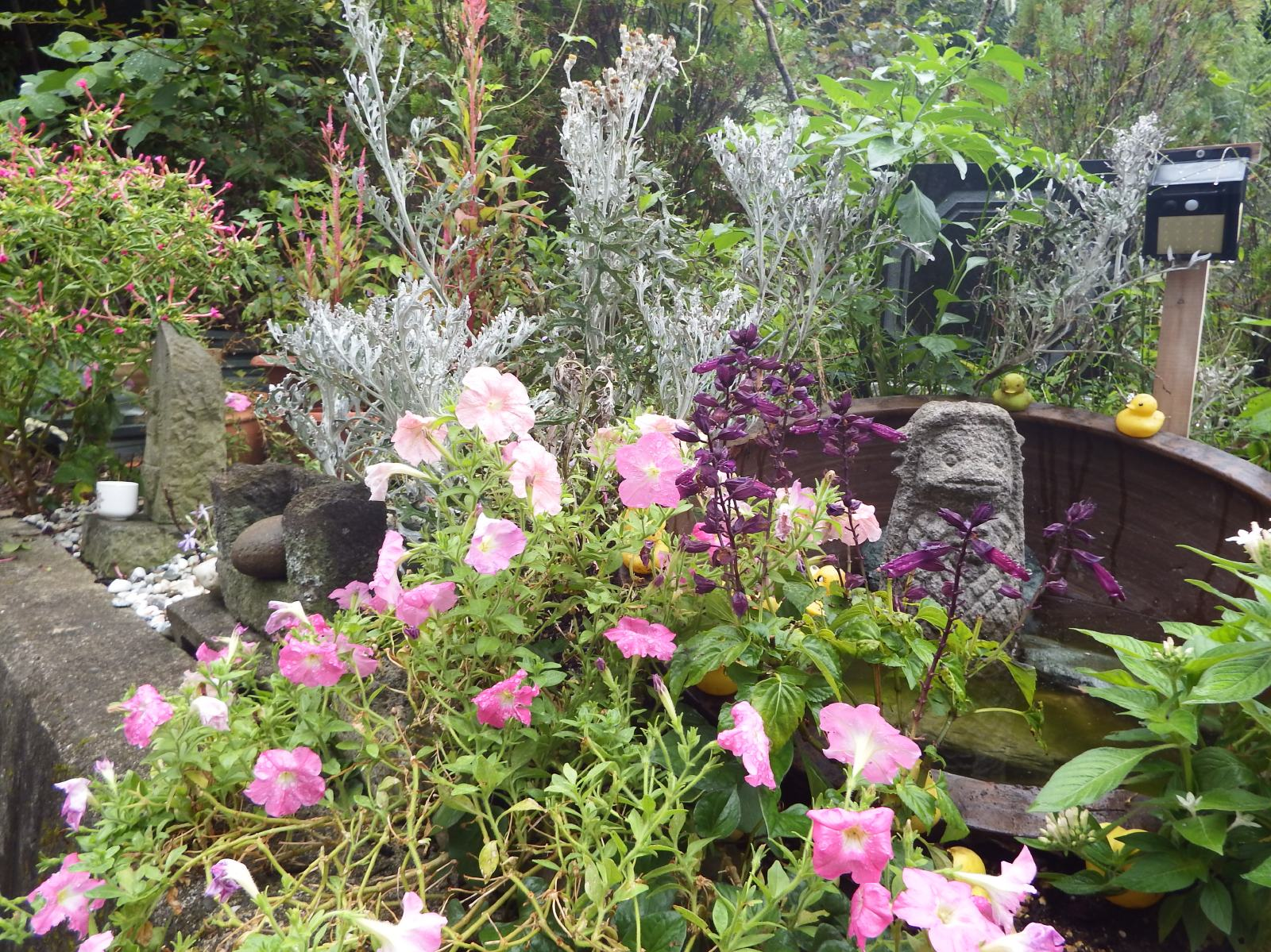
アマビエ
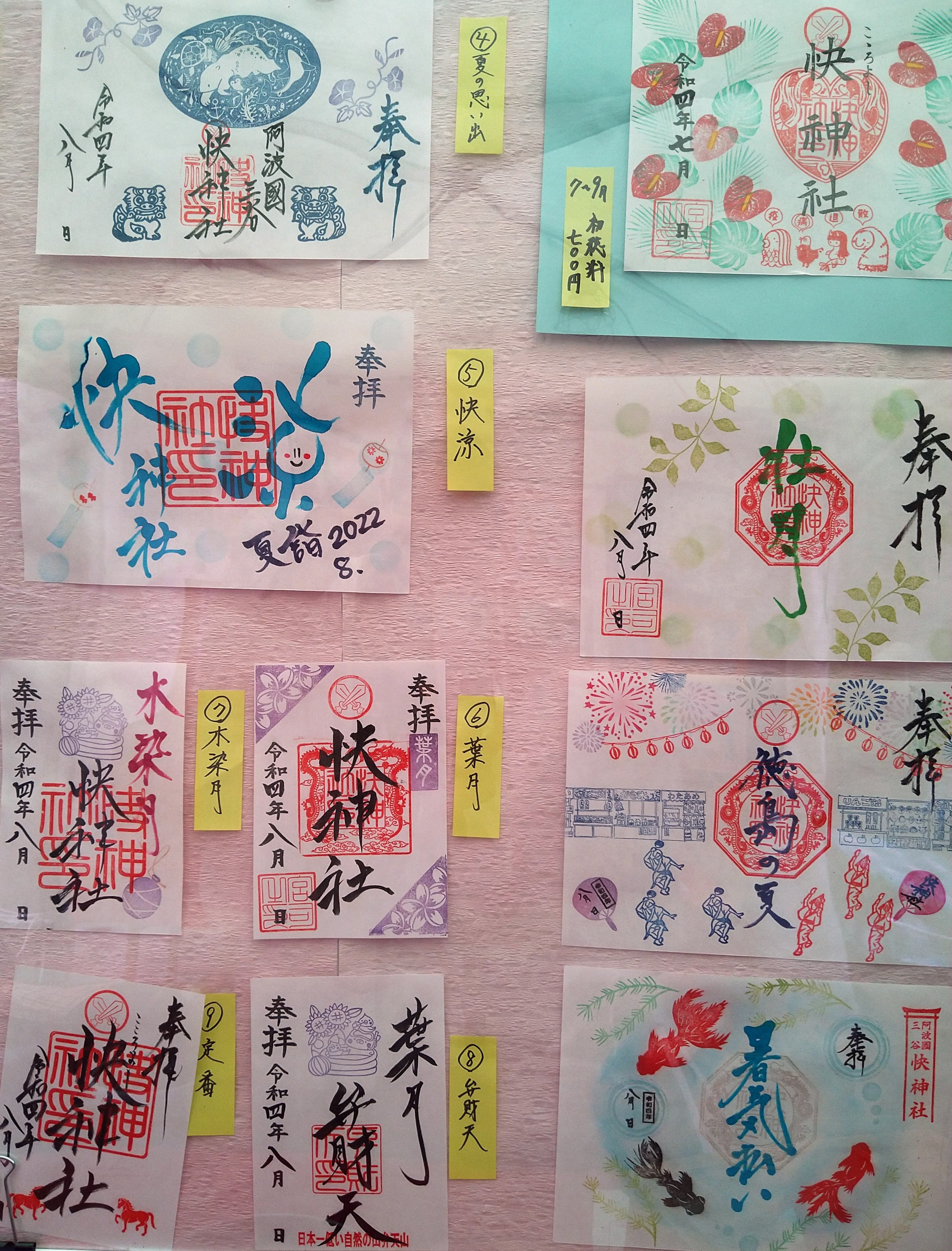
御朱印の例
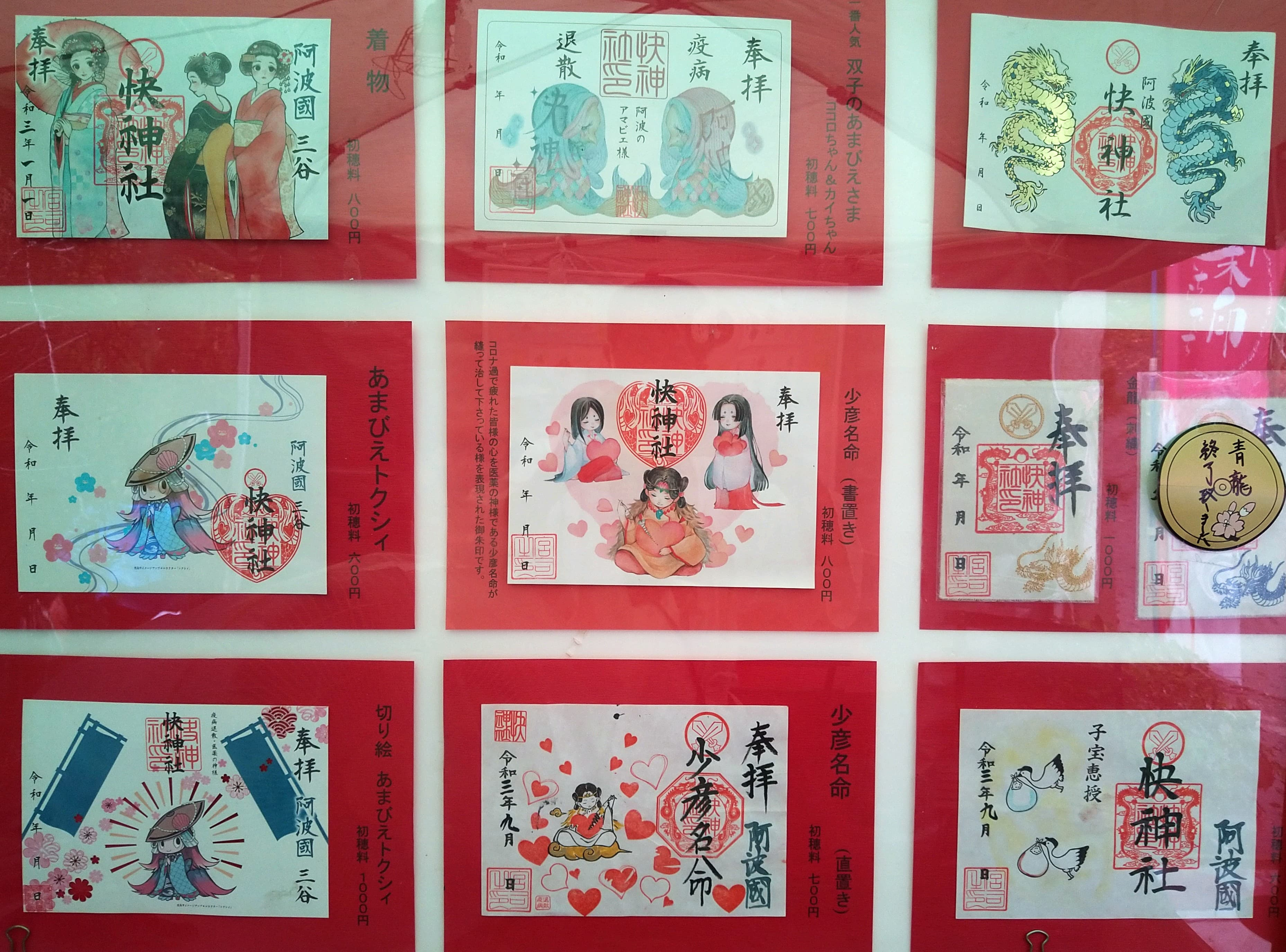
御朱印の例

## 交通アクセス
社務所（当社まで徒歩7分）の前に広い無料駐車場あり、当社の前には駐車場はありません。
- 快神社：徳島市南佐古七番町8-12 北緯34度4分25.182秒 東経134度31分30.210秒
- 社務所：徳島市南佐古七番町6-6 北緯34度4分20.223秒 東経134度31分26.39秒

### 自動車
- 四国旅客鉄道（JR四国）徳島駅より車で約15分
- 徳島自動車道徳島インターチェンジ・藍住インターチェンジより国道318号経由、車で約30分

### 公共交通機関
- JR徳島駅より徳島線蔵本駅下車徒歩10分。